# Growing Pains
Growing Pains jest ósmym platynowym albumem Mary J. Blige. Został wydany 18 grudnia 2007 roku przez Geffen Records.
"Growin Pains" uplasował się na dwudziestej dziewiątej pozycji listy Rolling Stone's – Pięćdziesięciu Najlepszych Albumów 2007 roku.
Na albumie gościnnie udzielili się Eve, Usher i Ludacris; autorem tekstów do utworów z płyty był między innymi Pharrell Williams.
16 października 2007 roku wydany został pierwszy singel promujący album, był to utwór Just Fine.

## Lista utworów
| #  | Tytuł                              | Długość utworu | Tekst                                                                   | Gościnnie | Producenci                                        |
| -- | ---------------------------------- | -------------- | ----------------------------------------------------------------------- | --------- | ------------------------------------------------- |
| 1  | "Work That"                        | 3:31           | Mary J. Blige, Theron Otis Feemster, Sean Garrett                       |           | Theron Otis Feemster, Sean Garrett                |
| 2  | "Grown Woman"                      | 4:05           | Christopher Bridges, Dejion Madison, Mary J. Blige, Terius Nash         | Ludacris  | Theron Otis Feemster, Mary J. Blige, Sean Garrett |
| 3  | "Just Fine"                        | 4:02           | Terius Nash, Mary J. Blige, Jazze Pha, Chris "Tricky" Stewart           |           | Tricky Stewart, Jazze Pha                         |
| 4  | "Feel Like a Woman"                | 4:02           | Theron Otis Feemster, Mary J. Blige, Terius Nash                        |           | Theron Otis Feemster                              |
| 5  | "Stay Down"                        | 4:23           | Mary J. Blige, Johnta Austin, Bryan-Michael Cox                         |           | Bryan-Michael Cox                                 |
| 6  | "Hurt Again"                       | 4:08           | Mary J. Blige, Andre Harris, Vidal Davis, Brian Sledge                  |           | Dre & Vidal                                       |
| 7  | "Shake Down"                       | 3:36           | Terius Nash, Mary J. Blige, Jazze Pha, Tricky Stewart                   | Usher     | Tricky Stewart, Jazze Pha                         |
| 8  | "Till the Morning"                 | 4:18           | Pharrell Williams                                                       |           | The Neptunes                                      |
| 9  | "Roses"                            | 4:36           | Terius Nash, Mary J. Blige, Tricky Stewart                              |           | Tricky Stewart                                    |
| 10 | "Fade Away"                        | 4:16           | Mikkel S. Eriksen, Tor Erik Hermansen, Mary J. Blige, Ne-Yo             |           | Stargate                                          |
| 11 | "What Love Is"                     | 4:03           | Mikkel S. Eriksen, Tor Erik Hermansen, Mary J. Blige, Ne-Yo             |           | Stargate                                          |
| 12 | "Work in Progress (Growing Pains)" | 4:01           | Charles Harmony, Ne-Yo                                                  |           | Charles Harmony, Ne-Yo                            |
| 13 | "Talk to Me"                       | 4:10           | Robert Wright, Mary J. Blige, Eric Hudson, Verdine White, Johnta Austin |           | Eric Hudson                                       |
| 14 | "If You Love Me?"                  | 3:40           | Mary J. Blige, Johnta Austin, Bryan-Michael Cox                         |           | Bryan-Michael Cox                                 |
| 15 | "Smoke"                            | 3:10           | Reggie Perry, Ne-Yo                                                     |           | Syience                                           |
| 16 | "Come to Me (Peace)"               | 5:02           | Terius Nash, Mary J. Blige, Kuk Harrell, Tricky Stewart                 |           | Tricky Stewart                                    |

### Japońska edycja
| #  | Tytuł                                  | Długość | Tekst                                                                       | Gościnnie  | Producenci                |
| -- | -------------------------------------- | ------- | --------------------------------------------------------------------------- | ---------- | ------------------------- |
| 17 | "Nowhere Fast"                         | 3:46    | Mary Jane Blige, Christopher Stewart, Phalon Alexander, Terius Nash         | Brook Lynn | Tricky Stewart, Jazze Pha |
| 18 | "Hello It's Me" (Isley Brothers Cover) | 4:07    | Todd Rundgren                                                               |            | Mark Ronson               |
| 19 | "Mirror"                               | 3:54    | Mary Jane Blige, Christopher Stewart, Terius Nash, Kuk Harrell, Eve Jeffers | Eve        | Tricky Stewart            |
| 20 | "Sleep Walkin'"                        | 4:24    | Mary Jane Blige, Christopher Stewart,                                       |            | Tricky Stewart            |

### iTune
1. "Nowhere Fast"
2. "Hello It's Me"
3. "Mirror" (featuring Eve)

- "Just Fine" (Remix) (featuring Lil' Mama) (iTunes pre-order only)
- Digital Booklet – Growing Pains

### U.K. iTune
1. "Nowhere Fast"
2. "Hello It's Me"
3. "Mirror" (featuring Eve)
4. "Just Fine (Moto Blanco Vox Mix Remix)"

- Digital Booklet – Growing Pains

## Listy Przebojów
| Listy (2007/2008)            | Zajmowana pozycja | Certification |
| ---------------------------- | ----------------- | ------------- |
| Canadian Albums Chart        | 41                |               |
| Dutch Albums Chart           | 31                |               |
| French Albums Chart          | 73                |               |
| German Albums Chart          | 32                |               |
| Greek Albums Chart           | 42                |               |
| Irish Albums Chart           | 47                |               |
| Italian Albums Chart         | 44                |               |
| Japanese Oricon Albums Chart | 22                |               |
| Romanian Albums Chart        | 8                 |               |
| Swedish Albums Chart         | 6                 |               |
| Swiss Album Chart            | 6                 |               |
| U.S. Billboard 200           | 1                 |               |
| U.S. Billboard R&B           | 1                 |               |
| UK Album Chart               | 6                 |               |
| United World Chart           | 2                 | 1,803,850     |